# Elatine americana
Elatine americana är en slamkrypeväxtart som först beskrevs av Frederick Traugott Pursh, och fick sitt nu gällande namn av George Arnott Walker Arnott. Elatine americana ingår i släktet slamkrypor, och familjen slamkrypeväxter. Inga underarter finns listade i Catalogue of Life.